# Ашикбаев, Ержан Нигматуллаевич
Ашикба́ев Ержа́н Нигматулла́евич (каз. Ашықбаев Ержан Нигматуллаұлы, 16 июня 1974
) — чрезвычайный и полномочный посол Республики Казахстан в Соединенных Штатах Америки с 05 апреля 2021 года.

## Биография
Родился 16 июня 1974 г. в г. Алматы.  
- Окончил Казахский государственный университет им. Аль-Фараби (1998 г.). Советник 2-го класса.
- С 2004 г. по 2005 г. — заместитель директора департамента международного гуманитарного и экономического сотрудничества МИД РК.
- С 2005 г. по 2007 г. — руководитель канцелярии министра иностранных дел Республики Казахстан.
- С ноября 2007 г. по сентябрь 2009 г. — председатель Комитета международной информации МИД РК. Долгие годы являлся официальным представителем министерства.
- В 2009—2011 годах — посол по особым поручениям МИД РК.

Женат, имеет двоих детей.

## Награды
Почетная грамота Республики Казахстан.